# يونكلير
يونكلير (بالإنجليزية: Yuncler)‏ هي بلدية ومدينة في منطقة الحكم الذاتي كاستيا-لا مانتشا وتقع في مقاطعة طليطلة في وسط إسبانيا. تبلغ مساحة هذه المدينة 18 (كم²)، ويبلغ عدد سكانها 3332 نسمة حسب إحصاء المعهد الوطني الإسباني سنة 2009 م.

## وصلات خارجية
- الموقع الرسمي